# Key of Dreams
『Key of Dreams』（キー・オブ・ドリームス）は、津田朱里の1枚目のオリジナルアルバム。2011年2月23日にフィックスレコードから発売された。

## 概要
津田朱里単独名義でのCDは初。（デビューシングル「届かない恋／Twinkle Snow」は上原れなとのスプリットシングル）収録曲のうち３曲がカバーとなっている。

## 収録曲
1. Key of Dreams [4:35]
作詞：津田朱里、作曲・編曲：衣笠道雄
2. 恋の試練 [3:38]
作詞:須谷尚子、作曲: 石川真也、編曲:衣笠道雄
  - PCゲームソフト『星の王子くん』オープニングテーマ。
3. あたらしい予感 [4:58]
作詞：須谷尚子、作曲・編曲：下川直哉
  - PCゲームソフト『To Heart』エンディングテーマのカバー。オリジナルのボーカルはあっこ。（ただし、フルバージョンは美崎しのぶが担当した。）津田朱里カバーの第3弾として携帯向けサイト「アプリプラス」で先行配信された曲である[1]。
4. I hope so... [5:05]
作詞：須谷尚子、作曲・編曲：中上和英
  - PCゲームソフト『天使のいない12月』オープニングテーマのカバー。オリジナルのボーカルは池田春菜。津田朱里カバーの第2弾として「アプリプラス」で先行配信された曲である[2]。
5. 半分コ [3:44]
作詞：須谷尚子、作曲・編曲：衣笠道雄
  - PCゲームソフト『星の王子くん』エンディングテーマ。
6. Hello [4:49]
作詞：須谷尚子、作曲：下川直哉、編曲：下川直哉・松岡純也
  - TVアニメ『ToHeart2』オープニングテーマのカバー。オリジナルのボーカルは「I hope so...」と同じで池田春菜。津田朱里カバーの第1弾として「アプリプラス」で先行配信された曲である[3]。
7. I'm in LOVE [4:48]
作詞：津田朱里、作曲・編曲：衣笠道雄
  - 津田朱里が初めて作詞を担当した曲である[4]。
8. Twinkle Snow [6:53]
作詞：須谷尚子、作曲：松岡純也、編曲：衣笠道雄
  - PCゲームソフト『WHITE ALBUM2 -introductory chapter-』エンディングテーマ。シングル「届かない恋/Twinkle Snow」収録曲。2枚目のアルバム『WAVE OF EMOTION』にはアコースティックバージョンで収録された。